# Justicia aequilabris
Justicia aequilabris es una especie de planta floral del género Justicia, familia Acanthaceae.
Es nativa de Bolivia, Brasil, Paraguay y Perú.